# Polar Music Prize
El Premi de Música Polar, Polarpriset (Polar Music Prize, en anglès), és un premi internacional concedit anualment per la Reial Acadèmia Sueca de Música. És un dels premis musicals més prestigiosos del món, i se'l coneix habitualment com el Premi Nobel de la Música.
El 1989 Stig Anderson —productor, lletrista i manager del grup ABBA— va donar un important fons a la Reial Acadèmia Sueca de Música, per a crear la Fundació dels premis de música Stig Anderson («The Stig Anderson Music Award Foundation») amb la finalitat d'atorgar un premi de música. El premi finalment es va anomenar «Polar Music Prize», en honor de Polar Music, un dels segells discogràfics de Stig Anderson.
La fundació és dirigida per un patronat en el qual participen membres de la família Anderson, del SKAP — Societat Sueca de Compositors de Música Popular— i del STIM — Societat Sueca de Drets d'Autor—, que nomena el comitè de selecció.
És un premi internacional de música que es concedeix a individus, grups o institucions en reconeixement dels seus assoliments excepcionals en la creació i avanç de la música. Els premiats reben un total d'un milió de corones sueques, i el premi és lliurat a Estocolm, en una solemne cerimònia presidida pel Rei Carles XVI Gustau de Suècia.